# Kim Ryon-hyang
Kim Ryon-hyang (kor. 김련향; * 4. Mai 1992) ist eine nordkoreanische Skirennläuferin. 

## Karriere
Kim Ryon-hyang gab sein internationales Renndebüt am 14. März 2017 bei einem FIS-Super-G in Darbandsar. 
Ihr erstes internationales Großereignis bestritt sie bei den Olympischen Winterspielen 2018 in Pyeongchang. Dort war ihr bestes Ergebnis der 54. Rang im Slalom. Seitdem ist sie als Rennläuferin nicht mehr in Erscheinung getreten.

## Erfolge

### Olympische Winterspiele
- Pyeongchang 2018: 54. Slalom, DSQ Riesenslalom

### Weitere Erfolge
- 2 Platzierungen unter den besten 10 bei FIS-Rennen